# Parque Rodó

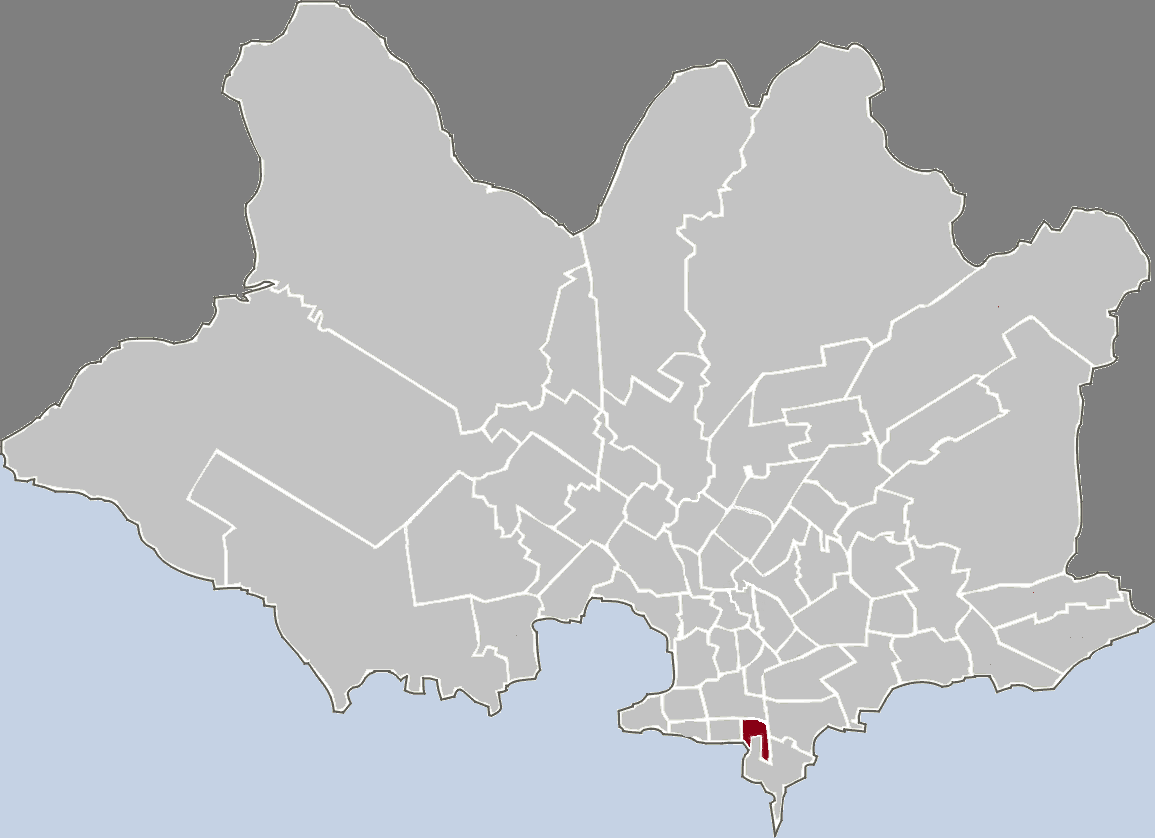
Lage von Parque Rodó in Montevideo

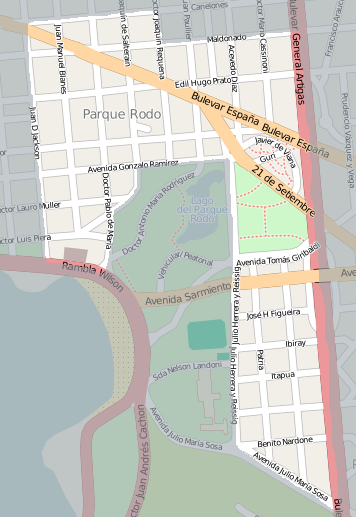
Plan des Barrios Parque Rodó

Parque Rodó ist ein Stadtviertel (Barrio) der uruguayischen Hauptstadt Montevideo.

## Lage
Es befindet sich im Süden der Stadt. Dort grenzt es im Süden auf einem kleinen Abschnitt am Playa Ramírez an den Río de la Plata bzw. ansonsten an den dort gelegenen Stadtteil Punta Carretas. Westlich liegt das Barrio Palermo. Im Norden schließt Cordón an, während im Osten Pocitos und Punta Carretas das Stadtgebiet fortführen. Die Grenze des Barrios bildet dabei im Osten der dort vorbeiführende Bulevar Artigas, während nördlich die Straßen Maldonado, Joaquin Requena und Canelones, westlich die Juan D. Jackson und im Süden die Avenida J.M.Sosa, die Avenida J. Herrera y Reissig, die Avenida Gonzalo Ramirez und die Straßen Dr.Luis Piera und Dr.Pablo M. Maria das Viertel abgrenzen.
Das Gebiet von Parque Rodó ist dem Municipio B zugeordnet.

## Einwohner
Derzeit sind hier 13.356 Einwohner zu verzeichnen, von denen 7.291 weiblich und 6.065 männlich sind.
(Stand: 2005)

## Beschreibung
Im Viertel, dessen Gebiet zu einem großen Teil den Park gleichen Namens um- und einschließt, befindet sich im ehemaligen Parque Hotel, dem heutzutage als Edificio Mercosur bekannten Gebäude, der Sitz des Mercosur. Ferner sind in Parque Rodó das Museo Nacional de Artes Visuales und sowohl die ingenieurwissenschaftliche Fakultät als auch diejenige für Architektur der Universidad de la República angesiedelt. Weitere nennenswerte Bauwerke sind das seit 1990 als Monumento Histórico Nacional denkmalgeschützte Casa Vilamajó oder das Casa Crespi, das Casa Souto, das Casa del Fauno, das Edificio Polifuncional Faro oder das Casa Terra, in dem der Unternehmenssitz von Arpel untergebracht ist. Auch die japanische Botschaft, deren Residenz sich im Barrio Carrasco befindet, hat hier am Bulevar Artigas 953 ihren Sitz.

## Weitere bedeutende Punkte innerhalb Parque Rodós

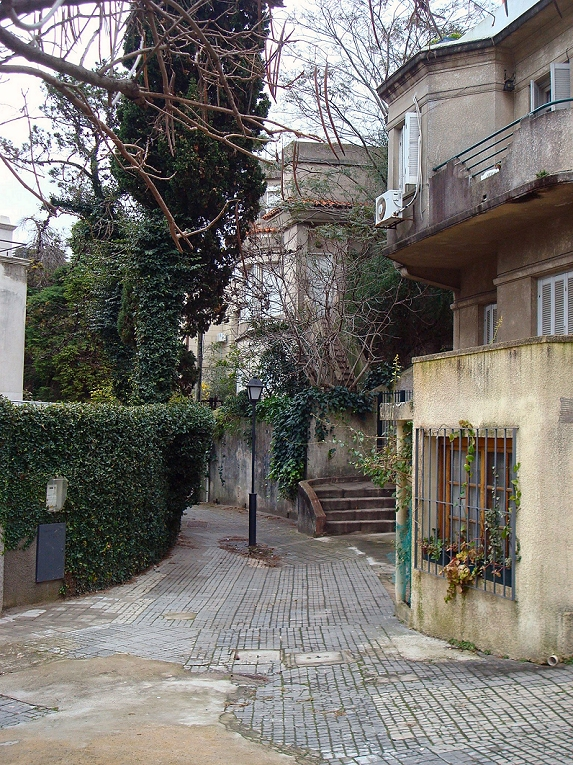
Barrio Jardin

- Barrio Jardín

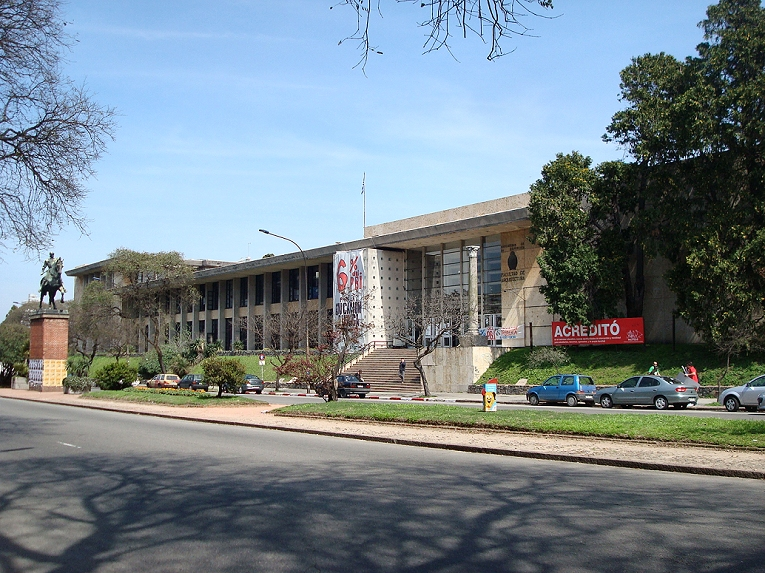
Fakultät des Fachbereichs Architektur der UdelaR
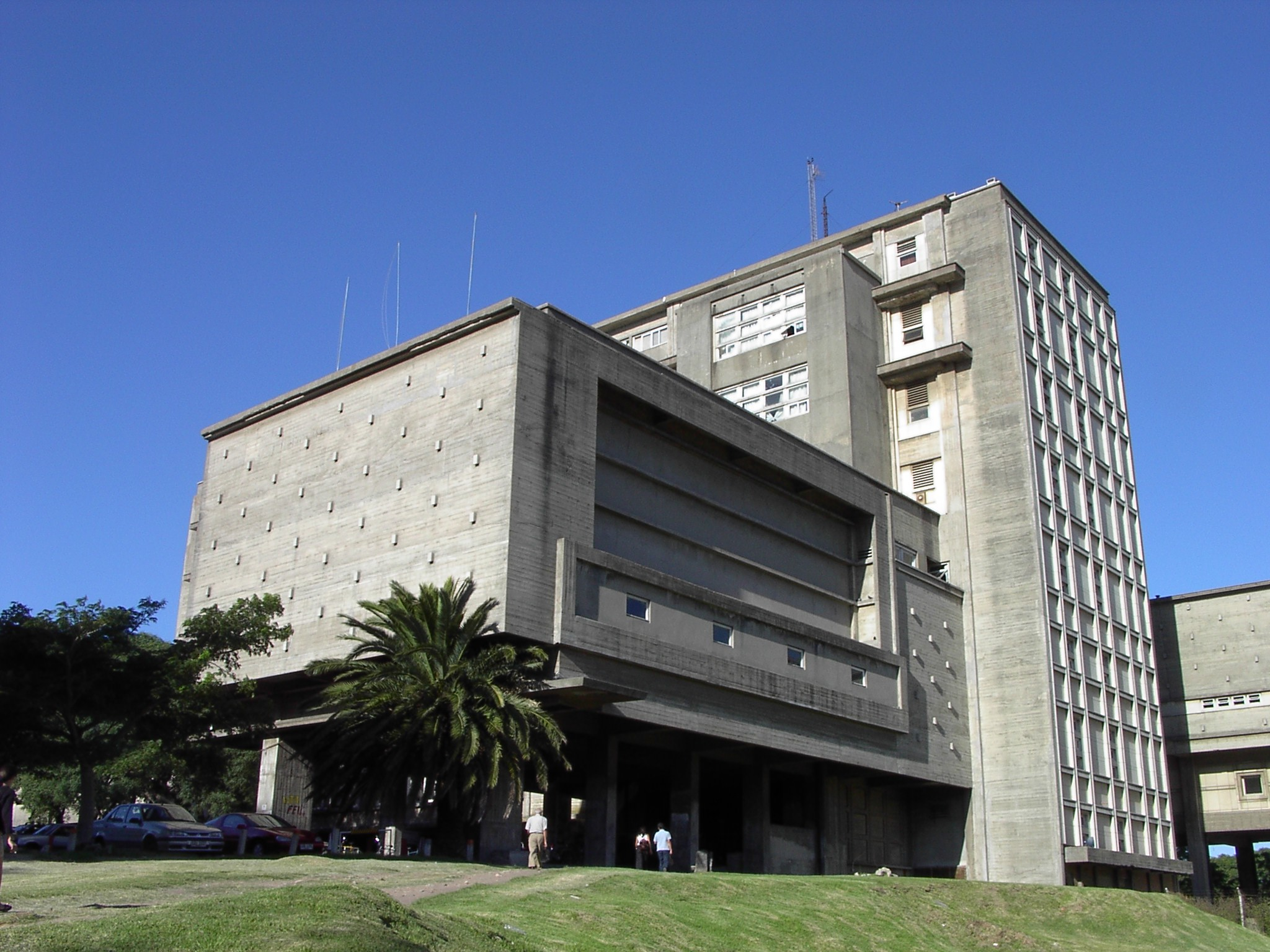
Facultad de Ingeniería
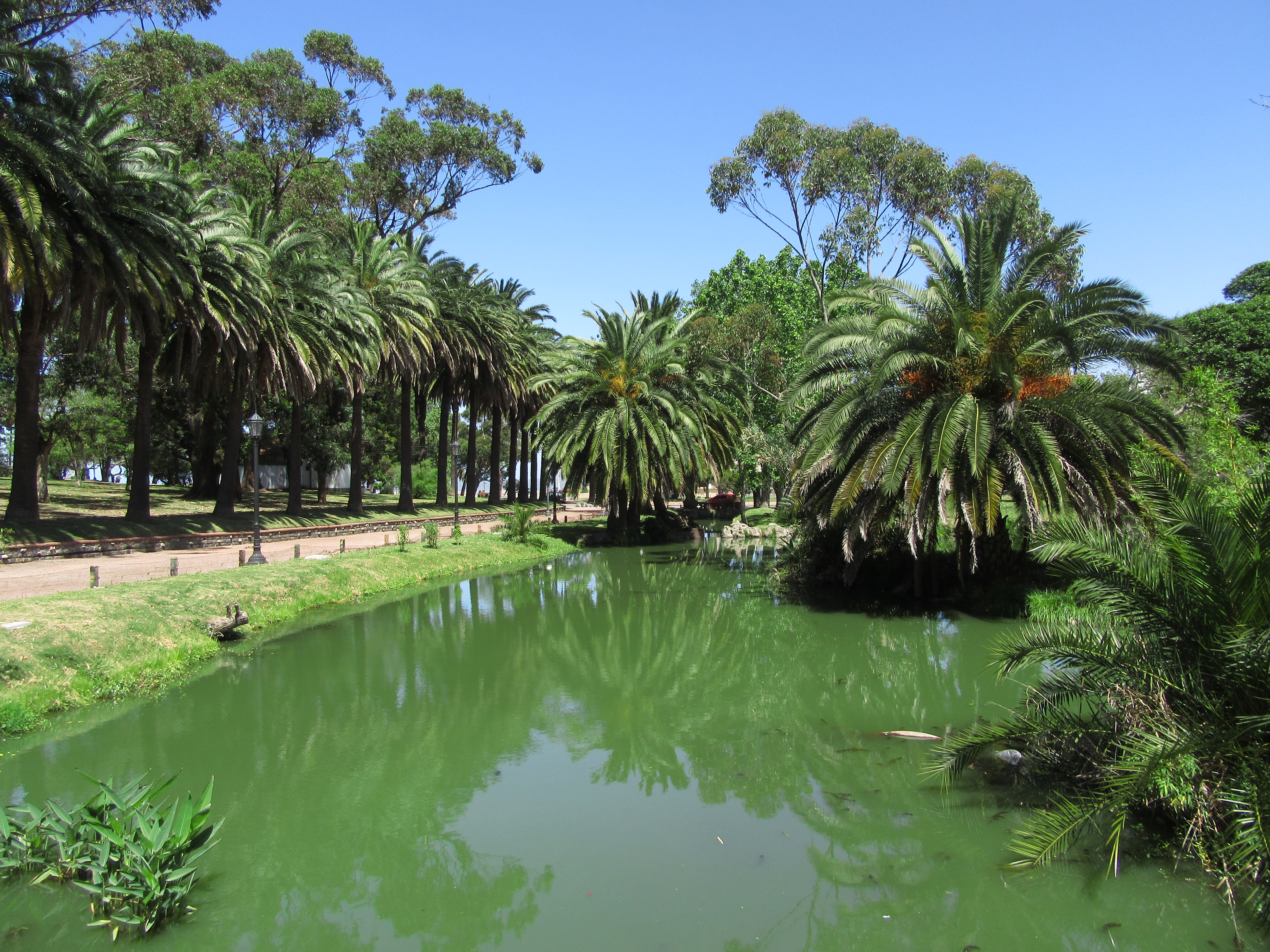
See im Parque José Enrique Rodó
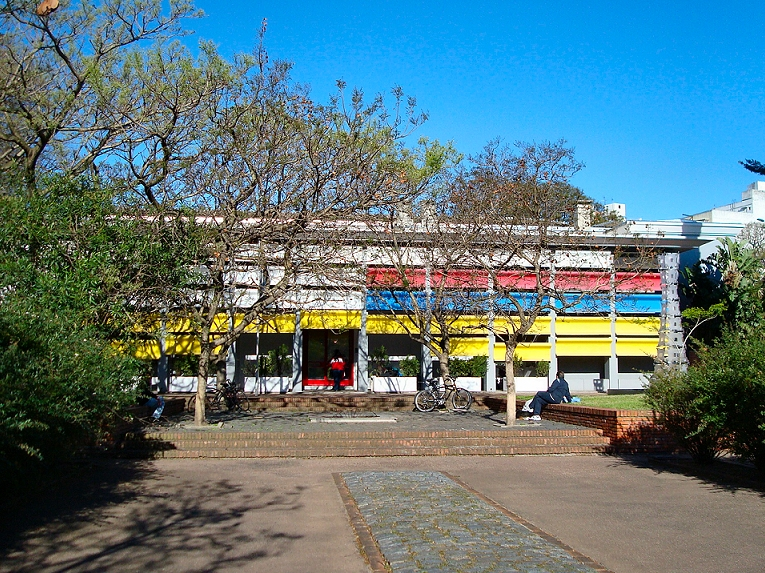
Museo Nacional de Artes Visuales
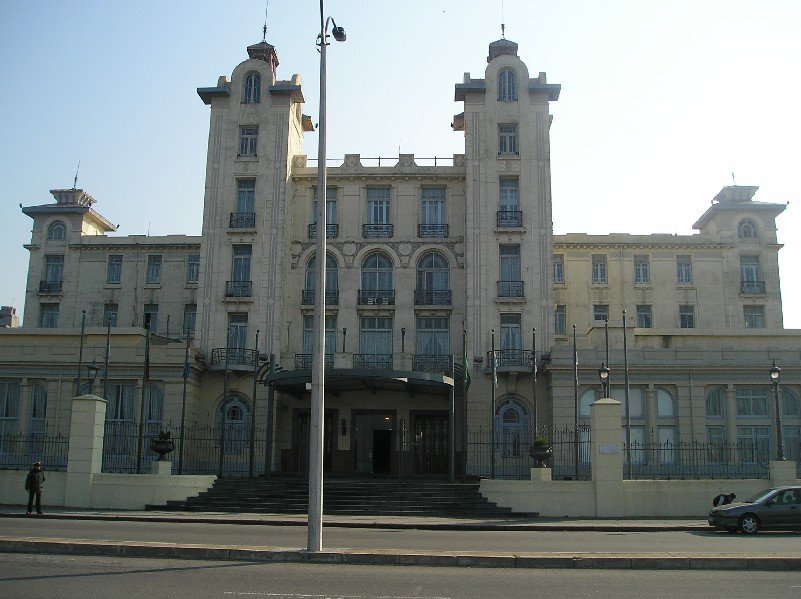
Sitz des Mercosur